# Тулер, Матеус
Мате́ус Соа́рес Ту́лер (порт.-браз. Matheus Soares Thuler; родился 10 марта 1999 года, Рио-де-Жанейро) — бразильский футболист, защитник клуба «Монпелье».

## Биография
Тулер является воспитанником «Фламенго», был капитаном юношеской команды. С 2018 года тренируется с основной командой. Сыграл 5 встреч в Лиге Кариока. 27 мая 2018 года дебютировал в бразильской Серии А, выйдя в стартовом составе на матч против «Атлетико Минейро». 14 июня того же года забил свой первый мяч в профессиональном футболе, поразив ворота «Палмейраса». 17 июля продлил свой контракт до лета 2023 года.
22 марта дебютировал за молодёжную сборную в товарищеском матче против мексиканской молодёжи. 12 июня 2018 года был вызван в молодёжную сборную для участия в подготовительных сборах к чемпионату Южной Америки среди молодёжных команд, который пройдёт в январе 2019 года.

## Титулы и достижения
- Чемпион штата Рио-де-Жанейро (3): 2019, 2020, 2021
- Чемпион Бразилии (2): 2019, 2020
- Вице-чемпион Бразилии (1): 2018
- Обладатель Суперкубка Бразилии (1): 2020 (не играл)
- Обладатель Кубка Либертадорес (1): 2019